# Der Rote Baron (Film)
Der Rote Baron ist eine deutsche Filmproduktion von Regisseur Nikolai Müllerschön über die letzte Lebensphase von Manfred von Richthofen. Der Kinostart war am 10. April 2008.
Die Hauptrolle des „Roten Barons“ ist mit Matthias Schweighöfer besetzt. In weiteren Rollen sind Til Schweiger als Richthofens Fliegerkamerad Werner Voß, Lena Headey als Krankenschwester Käte, seine fiktive Angebetete, und Joseph Fiennes als alliierter Kampfpilot und Erzrivale Richthofens, Arthur Roy Brown zu sehen. Den Titelsong Open Skies steuerte die deutsche Rockband Reamonn bei.

## Handlung

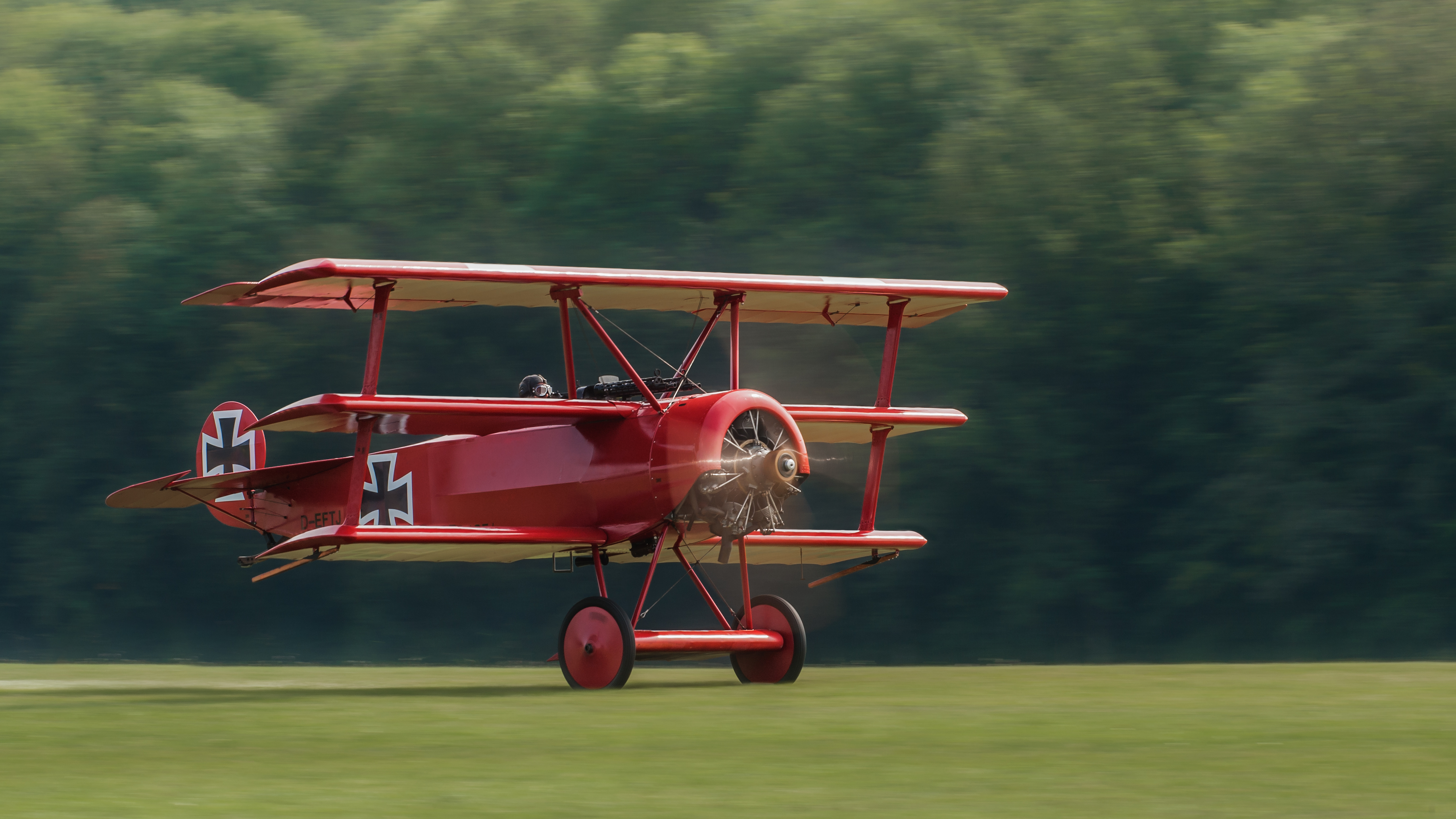
Eine Replik der roten Fokker Dr.I, durch die Richthofen den Beinamen „Roter Baron“ bekam.

Der Film spielt an der Westfront in den Jahren 1917/1918. Manfred Freiherr von Richthofen sieht als Ass und gefeierter Held der deutschen Fliegertruppe ebenso wie seine Kameraden den Luftkampf als sportlich-technische Herausforderung. Nicht unmittelbar vom Geschehen weit unten auf dem Schlachtfeld berührt, gelangt Richthofen, unterstützt durch seine Kameraden Voß, Wolff, Sternberg und Lehmann aufgrund seiner hohen Abschusszahlen schnell zu Ruhm.
Die Oberste Heeresleitung erkennt schon bald den propagandistischen Wert Richthofens und stilisiert seine Person zum Idol und Hoffnungsträger einer ganzen Generation. Auf diese Art missbraucht, muss Richthofen nicht zuletzt aufgrund der Liebe zur attraktiven und emanzipierten Krankenschwester Käte jedoch bald eingestehen, dass die Realität des Krieges nichts mit den als ehrenhaft verklärten Luftduellen gemein hat. Hin- und hergerissen zwischen der Liebe zu Käte und seiner Hingabe an die Fliegerei, kann er sich letzten Endes trotz allem nicht von den Kampfhandlungen lösen und setzt weiterhin mit jedem Start sein Leben aufs Spiel. Der Film endet mit Richthofens Verabschiedung von Käte und dem Start zu seinem (letzten) Flug. Wenig später besucht Käte sein frisches Grab.
Im Abspann werden Richthofens Abschüsse, aber auch seine Staffel und andere Personen noch einmal mit dem weiteren Lebensverlauf dargestellt.

## Produktionshintergrund
Der Rote Baron ist eine deutsche Filmproduktion in englischer Sprache. Mit einem geschätzten Budget von 18 Millionen Euro ist er eine der teuersten deutschen Filmproduktionen. Der Film wurde am 31. März 2008 in Deutschland uraufgeführt und kam eine Woche später in die deutschen Kinos. In den deutschen Kinos hatte der Film etwa 250.000 Zuschauer.

## Kritiken

### Bewertungen der deutschen Presse
„Wir haben nicht unbedingt darauf gewartet,“ meinte die Cinema, und die Berliner Zeitung konnte sich der Botschaft, dass Krieg schlecht sei, leicht anschließen, doch den Film zu mögen falle schwer. Ein neuer Film über Manfred von Richthofen hätte die Chance geboten, das von englischsprachigen Filmen mitgeprägte Bild eines fairen, noblen Kampfsportlers zu relativieren und neuere historische Erkenntnisse einfließen zu lassen, dass sich von Richthofen zur Menschenjagd bekannte. Diese Chance, ein angemessenes Verhältnis des deutschen Publikums zu von Richthofen aufzubauen und ihn historisch wahrhaftig darzustellen, sei vertan worden, die Produktion verfolge eine „ungebrochene Heldenverehrung“. Obschon „der erste deutsche Film seit Ewigkeiten, der einen Kriegsherrn als Nationalhelden feiert,“ predige er keinen Militarismus, befand die Welt.
Der Tagesspiegel stellte den hier gezeichneten von Richthofen in eine Reihe mit den durch Einsamkeit ein Stück weit geläuterten deutschen Geschichtsfiguren, die das Kino in den letzten Jahren angeboten hatte, wie den Hitler im Untergang oder den Stasiabhörer in Das Leben der Anderen. Auch andere Kritiken fanden, der Film stilisiere von Richthofen zu einem ehrenvollen Helden, und stelle ihn und seine Entourage sympathisch dar. Der Streifen begreife die Luftgefechte und Abstürze wie einen ritterlichen, sportlichen Wettbewerb, ein Spiel oder Sportfest, bei dem die Alliierten nicht Feinde, sondern Gegner in einem fairen Kampf sind, und der Krieg ein „gediegenes Gartenfest“. Entgegen den historischen Fakten werde von Richthofen zum Pazifisten gemacht, wobei die Moral völlig aufgesetzt wirke, wie ein „pazifistisches Schmierentheater“, und die Hauptfigur als Opfer der Umstände erscheine. Der Tod werde nicht gezeigt, „aus Pietät oder vielleicht doch aus Kostengründen.“ Das Hervorstreichen jüdischer Kombattanten für das Deutsche Reich und jene Szenen, welche die Grausamkeit des Krieges offenbaren sollen, erschienen wie Alibis und Selbstrechtfertigungen. Spiegel Online sah den Idolkult des Deutschen Reichs wiederbelebt und urteilte: „Wohin also mit diesem reaktionären Abenteuerschmonzes? Am besten auf den Müll. Flieger, grüß mir die Tonne!“
Eine Krankenschwester sei mittlerweile fast schon Teil des Genres, und man empfand die Liebesgeschichte als „pennälerhaft“ oder unfreiwillig komisch. Von Richthofens kurzes Leben gebe nicht genug Stoff für einen interessanten Film ab. Wie ein Popstar aus einer Boygroup erscheine er. Schweighöfer sei für diese Rolle eine missratene Besetzung, weil er aussehe, „als könnte er keinem Flieger was zuleide tun.“ „Lena Headey wirkt viel zu reif für den Milchbubi Schweighöfer, und der scheint zu sehr mit seinem Narzissmus beschäftigt, als dass er sich noch in jemand anderen verlieben könnte.“ Auch nahm man Schweighöfer die Gebrochenheit am Ende des Films nicht ab oder erklärte ihn für überfordert.
Von hölzernen Dialogen und einer holprigen Regie sprach der Stern, von einer hölzernen Inszenierung der Tagesspiegel. Die Welt beanstandete die unentschiedene Regie eines reißerischen Epos, das freilich „großes Popcorn-Kino“ sei, was in Deutschland selten zustande komme. Einiges Lob erhielten die Luftkampfszenen, die überzeugend, tollkühn, der hauptsächliche Schauwert, und gut aber rar seien. Der visuell wie ein Computerspiel inszenierte Luftkampf überlagere die kriegsskeptischen Botschaften, stellte epd Film jedoch fest, es sei dem Film anzusehen, dass diese Bilder am Rechner generiert worden sind. Die Berliner Zeitung nannte die musikalische Unterstreichung „grauenhaft“.

### Einschätzungen eines Historikers
Der Richthofen-Biograph Joachim Castan bemerkte, dass dieser Film aus Richthofen „einen romantischen Kriegshelden macht, der am Schluss an seinem Tun zweifelt.“ In seinen Augen jedoch war der historische Richthofen in großen Teilen gänzlich anders – er sieht seine „enorme Kaltblütigkeit“ als ein wesentliches Charaktermerkmal an. Den Spielfilm bezeichnete er als „großes Kino mit großen Gefühlen. Der historische Richthofen war in weiten Teilen gänzlich anders, als uns der Film glauben machen will.“.

### Gespräche
Mit Matthias Schweighöfer in der Welt vom 10. April 2008: „Für diesen Film kann man sicher auch was auf die Fresse kriegen“

### Kritikenspiegel
Eher negativ
- Cinema, Nr. 4/2008, S. 61, von Karl-Heinz Schäfer
- epd Film Nr. 4/2008, S. 50, von Claudia Lenssen: Der rote Baron
- Die Welt, 9. April 2008, S. 27, von Peter Zander: Dieser "Rote Baron" ist einfach bodenlos

Negativ
- Berliner Zeitung, 9. April 2008, S. 25, von Anke Westphal: Küss mich, Käte!
- film-dienst Nr. 9/2008, fd 38680, S. 20–21, von Jörg Gerle: Der rote Baron
- Spiegel Online, 8. April 2008, von Christian Buß: Dandy mit Maschinengewehr
- Stern, 10. April 2008, S. 173: Lesen Schauen Hören, nicht gezeichnete Kurzkritik
- Der Tagesspiegel, 9. April 2008, S. 21, von Jan Schulz-Ojala: Orden für den Egoshooter

Die Filmbewertungsstelle Wiesbaden verlieh dem Film das Prädikat besonders wertvoll.